# Spy (TV-serie, 2011)
Spy är en brittisk sitcom i spionmiljö som sändes under 2011-2012.

## Rollista i urval
- Darren Boyd – Tim Elliot
- Jude Wright – Marcus Elliot
- Robert Lindsay – The Examiner
- Dolly Wells – Judith Elliot
- Tom Goodman-Hill – Philip Quil (säsong 1)
- Mark Heap – Philip Quil (säsong 2)
- Mathew Baynton – Chris Pitt-Goddard
- Rebekah Staton – Caitlin Banks
- Rosie Cavaliero – Paula Abdul (säsong 1)
- Miles Jupp – Owen (säsong 2)